# Prim Chen

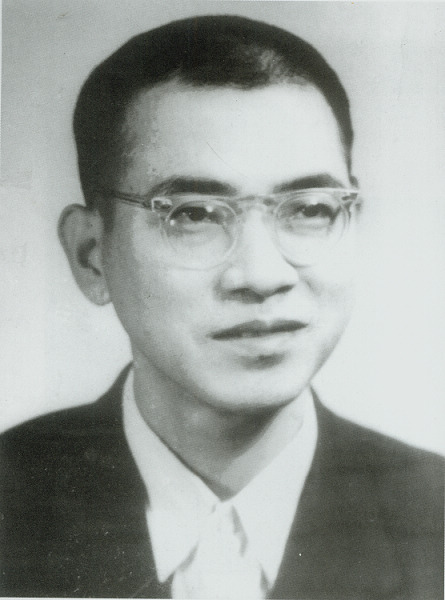
Chen Jingrun

Un prim Chen este un număr prim p pentru care p+2 este tot un număr prim sau un produs a două numere prime (adică semiprim).
Primele numere prime Chen sunt:
2, 3, 5, 7, 11, 13, 17, 19, 23, 29, 31, 37, 41, 47, 53, 59, 67, 71, 83, 89, 101, 107, 109, 113, 127, 131, 137, 139, 149, 157, 167, 179, 181, 191, 197, 199, 211, 227, 233, 239, 251, 257, 263, 269, 281, 293, 307, 311, 317, 337, 347, 353, 359, 379, 389, 401, 409.
43 este primul număr prim care nu este și prim Chen. Primele numere prime care nu sunt și prime Chen sunt:
43, 61, 73, 79, 97, 103, 151, 163, 173, 193, 223, 229, 241 ...
Primele numere prime Chen care nu fac parte dintr-o pereche de numere prime gemene (ca membrul mai mic al perechii) sunt:
2, 7, 13, 19, 23, 31, 37, 47, 53, 67, 83, 89, 109, 113, 127 ...
Primele Chen au fost numite după Chen Jingrun, care a demonstrat că există o infinitate de astfel de prime și că orice număr par suficient de mare poate fi scris ca suma dintre un număr prim și un număr ce este fie prim fie semiprim (o versiune mai slabă a Conjecturii lui Goldbach).
Toate numerele prime supersingulare sunt prime Chen. Primele numere supersingulare sunt:
2, 3, 5, 7, 11, 13, 17, 19, 23, 29, 31, 41, 47, 59, 71
Rudolf Ondrejka a descoperit următorul pătrat magic 3x3 format din prime Chen:

| 17  | 89 | 71  |
| 113 | 59 | 5   |
| 47  | 29 | 101 |

La data de martie 2018, cel mai mare prim Chen cunoscut este 2996863034895 × 21290000 − 1, cu 388342 cifre zecimale.